# Губерти
Губерти — дворянский род.
В 1823 году был внесён в III часть дворянской родословной книги Московской губернии. Коллежский советник Василий Яковлевич Губерти (1784—1843) 9 декабря 1838 года по своим заслугам был внесён во II часть дворянской родословной книги Рязанской губернии. За ним с братом Яковом состояло: 1000 десятин незаселенной земли в Валдайском уезде Новгородской губернии и 1 дворовый человек; 280 душ в Зарайском уезде Рязанской губернии и деревянный дом в Коломне, где В. Я. Губерти был городничим. Один из его сыновей, Николай Васильевич (1818—1896) — библиограф и библиофил.

## Описание герба
Щит полурассечён-пересечён. В первой, червлёной части, серебряная гора. Во второй, золотой части, выходящая из лазореваго облака в чёрных латах рука, держащая лазоревый выгнутый меч. В третьей, лазуревой части, в средине зубчатой золотой стены, круглая башня, увенчанная таким же возникающим двуглавым орлом.
Щит увенчан дворянскими шлемом и короною. Нашлемник: три серебряных страусовых пера. Намёт: справа — червлёный, с серебром, слева — чёрный, с золотом. Герб Губерти внесён в Часть 11 Общего гербовника дворянских родов Всероссийской империи, стр. 89.